# Clytia latitheca
Clytia latitheca är en nässeldjursart som först beskrevs av Wilfrid Arthur Millard och Bouillon 1973.  Clytia latitheca ingår i släktet Clytia och familjen Campanulariidae.
Artens utbredningsområde är Indiska oceanen. Inga underarter finns listade i Catalogue of Life.